# Orang Asli
Orang Asli ("izvirni ljudje" ali "staroselski ljudje" v Malajščini) so najstarejši prebivalci Malezije. Uradno obstaja 18 plemen Orang Aslov, ki so razvrščena v tri glavne skupine glede na njihove različne jezike in običaje:
- Semang (ali Negrito), ki živijo na servernem delu polotoka;
- Senoi, v centralni ali srednji regija in
- Proto-Malaj, na južnem delu polotoka.

## Zgodovina
Orang Asli so bili od nekdaj narod, ki ni imel stika z zunanjim svetom. Tisti, ki so to ljudstvo odkrili, so bili trgovci iz Indije. Nekaj Orang Aslov ne živi v popolni izolaciji od njihovih drugih sosednjih plemen. Večina manjših plemen potrebuje izmenjavo surovin in dobrin z drugimi plemeni Malajskega polotoka za preživetje.
V 18. in 19. stoletju so nekateri Orang Asli napadli Malay in Batak - vojaške sile, ki so trdile, da so skupine Orang Asli slabotna in nižja družba Malezije. Vojaške sile so uničile celotno naselje in sistematično usmrtili vso moško odraslo populacijo. Ženske in otroke so zasužnjili in kasneje prodali kupcem s celega sveta. 

## Preživljanje
Orang Asli živijo v oddaljenih gozdovih, njihove glavne surovine in izdelki za izmenjavo z drugimi plemeni Malezije so sol, ročno ustvarjeni noži ali drugi pripomočki, kovinske sekire. Pogosta je tudi izmenjava orožja (pihalnikov). Orang Asli so obogateli, tako da so svoje pihalnike prodajali zbirateljem in premožnim turistom. Najbolj premožen član svojega plemena je običajno poglavar.